# أندراس ريدلماير
أندراس جي ريدلماير (بودابست، المجر) هو مؤرخ فني أمريكي. درس في جامعة شيكاغو وفي جامعة برينستون، حيث ألقى محاضرات في التاريخ العثماني ودراسات الشرق الأدنى. عمل رئيسًا لجمعية الدراسات العثمانية والتركية، وعضوًا في مجلس إدارة جمعية المخطوطات الإسلامية. كان مديرًا لمركز توثيق العمارة الإسلامية التابع لبرنامج الآغا خان في مكتبة الفنون الجميلة بجامعة هارفارد [الإنجليزية]. كان شاهدًا خبيرًا للادعاء بشأن التدمير المنهجي للتراث الثقافي في البوسنة والهرسك في عامي 1992 و1996، وتدمير التراث الثقافي في كوسوفو [الإنجليزية] في عام 1999، في المحكمة الجنائية الدولية ليوغوسلافيا السابقة في محاكمات ميلوسيفيتش، وشيشيلي، وكاراديتش.

## روابط خارجية
- أندراس ريدلماير على موقع Independent.academia.edu
- أندراس جيه ريدلماير - أرشيف كونيتيكت الرقمي | الاتصال. يحفظ. يشارك
- هوليس - أندراس ريدلماير (harvard.edu)